# Expedició de Lewis i Clark

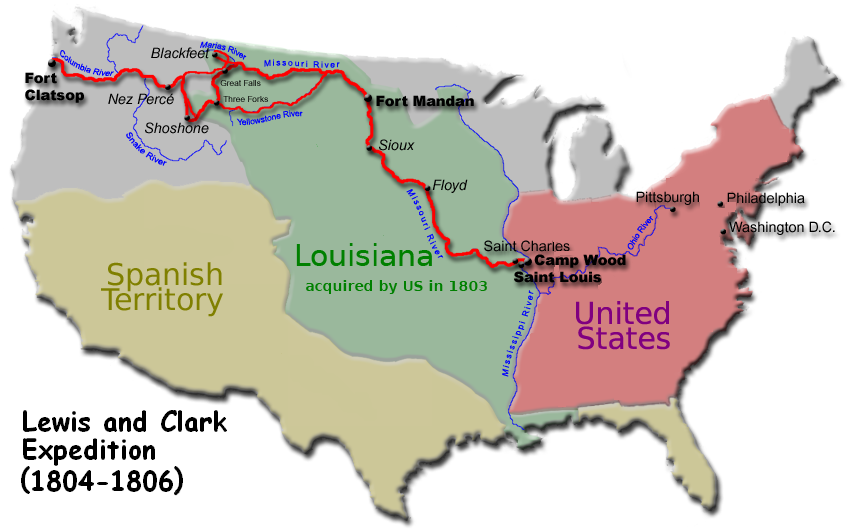
Ruta seguida per l'expedició.

L'expedició de Lewis i Clark (1804-1806) fou la primera expedició dirigida pels Estats Units que arribà a la Costa del Pacífic i retornà. L'expedició fou liderada pels soldats de l'Exèrcit dels Estats Units Meriwether Lewis i William Clark que foren assistits per George Drouillard. El motiu de l'expedició fou fer una descripció dels recursos intercanviats en la Compra de la Louisiana i serví com a referència en la posterior expansió territorial dels Estats Units cap a l'anomenat Far West.

## Antecedents
L'any 1804 després de la Compra de la Louisiana es va despertar als Estats Units un fort interès popular en l'expansió territorial cap a la costa oest. El President dels Estats Units Thomas Jefferson, un gran defensor de l'expansió fronterera, esperava que es trobés una ruta aquàtica que connectés l'Oceà Pacífic amb el sistema de rius del Mississipi, donant-li d'aquesta manera accés a les noves terres de l'oest a mercats portuaris fora del Golf de Mèxic i a ciutats de l'est al llarg del riu Ohio i els seus afluents menors. En aquell moment, els exploradors nord-americans i europeus només havien travessat el que es convertiria en cada extrem de la Senda de Lewis i Clark pel Missouri fins al Fort Mandan i pel riu Columbia fins a l'actual Portland, Oregon. Poques setmanes després de la compra Jefferson feu les gestions necessàries perquè el Congrés dels Estats Units assignés 2500 dòlars per finançar una expedició cap aquest territori. En un missatge al Congrés Jefferson constatà:
| «                  | El riu Missouri i els indígenes que hi habiten no són tan coneguts com seria desitjable per la seva connexió amb el riu Mississipi i, per tant, amb nosaltres... Un oficial intel·ligent amb deu o dotze homes elegits podrien explorar tot el camí i arribar a l'oceà occidental... | » |
| — Thomas Jefferson | |   |

| «                  | L'objectiu de la seva missió és explorar el riu Missouri i aquells dels seus principals afluents que puguin arribar a comunicar-se amb les aigües de l'oceà Pacífic, sigui el Colúmbia, l'Oregon, el Colorado o qualsevol altre riu que pugui oferir la comunicació fluvial més directa i factible a través d'aquest continent amb el propòsit de comerciar-hi. | » |
| — Thomas Jefferson | |   |

## L'expedició
Lewis i Clark van remuntar l'Ohio per preparava l'expedició, que arrencaria l'estiu de 1804 des de Camp Wood, a prop de St Louis. Aquell estiu i tardor la companyia de 45 exploradors van remuntar el riu Mississipi en una embarcació de 17 metres i dues piragües. fins al Fort Manen, un post comercial a 2.600 kilòmetres de distància, on van armar un campament i hivernar preparant al viatge fins al Pacífic.
Quan la primavera de 1805 va portar aigua alta i clima favorable, el trampejador francès Toussaint Charbonneau es va unir a l'expedició amb la seva dona xoixon Sacajawea, com a guies i intèrprets. L'Expedició va continuar el seu viatge en dues piragües i sis canoes pel Missouri a l'actual Three Forks, Montana, seguint el tributari més a l'oest, el riu Jefferson i entrant en territori dels xoixon, travessant la serralada Bitterroot a cavall i després van fer canoes que els van transportar ràpidament pel riu Clearwater, Snake i Columbia fins a la boca del Columbia, hivernant de 1805 al 1806 al Fort Clatsop, al costat del riu de l'actual Oregon.
En 1806 Lewis i Clark van tornar a Saint Louis, mentre Charbonneau, Sacajawea i el seu fill es van quedar terres dels manen i els hidatsa.